# Quercus alnifolia
Quercus alnifolia — вид рослин з родини Букові (Fagaceae); ендемік Кіпру. Етимологія: alnifolia означає «вільхолистий». 

## Опис
Це вічнозелений чагарник або невелике дерево, яке виростає до 10 м заввишки. Повільно росте. Кора темна попелясто-сіра, борозниста. Молоді гілочки густо волосисті. Листки 3–6 × 2–5 см, вічнозелені, округло або широко овальні; верхівка тупа, іноді коротко загострена; основа округла; край зубчастий за винятком біля основи; блискуче темно-зелені, опуклі зверху, з враженими жилками; золотисто-повстяні знизу, принаймні, коли молоді; ніжка листка 0.5–1 см завдовжки, густо волосистий. Жолудь загострений, конічно-яйцюватий, 1.5–3 см завдовжки, 0.8–1.6 см ушир, ширший біля верхівки; закритий чашечкою на 1/4 довжини; чашечка діаметром 2 см, з довгими сіруватими лусками.

## Середовище проживання
Цей вид ендемічний для Кіпру.
Зростає на скелястих гірських схилах. Трапляється в лісах під хвойними деревами або в чистих насадженнях. Висотний діапазон: 380–1880 м.

## Використання
Немає інформації про використання. Вважається національним деревом Кіпру.

## Загрози й охорона
Вид зазнає впливу вогню, що є основною загрозою, однак вид вільно відтворюється. Зміна клімату може стати серйозною загрозою у майбутньому.
Більша частина ареалу видів лежить у межах Державної лісової землі, яка перебуває під охороною та управлінням.

## Галерея

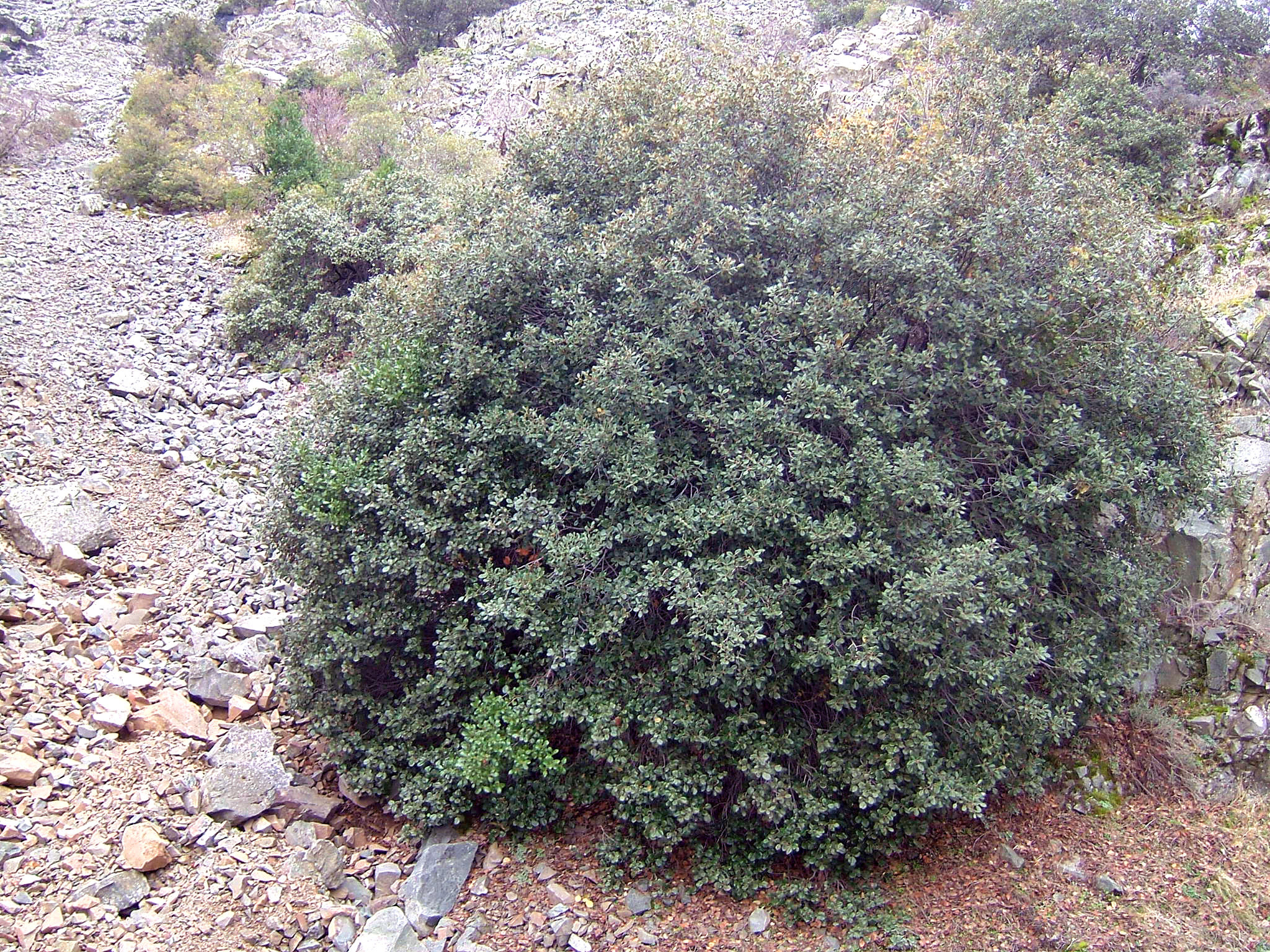
чагарник
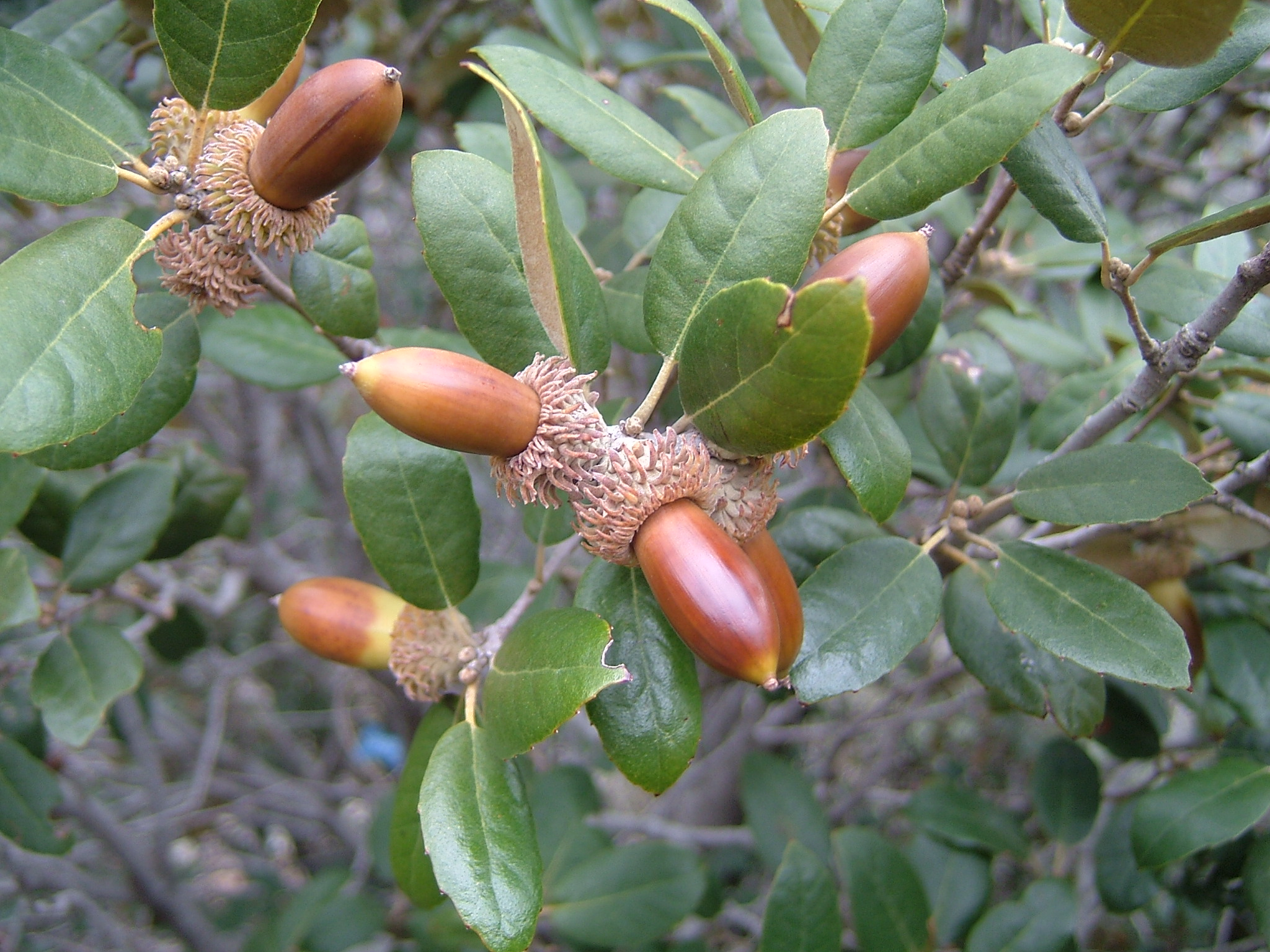
жолуді
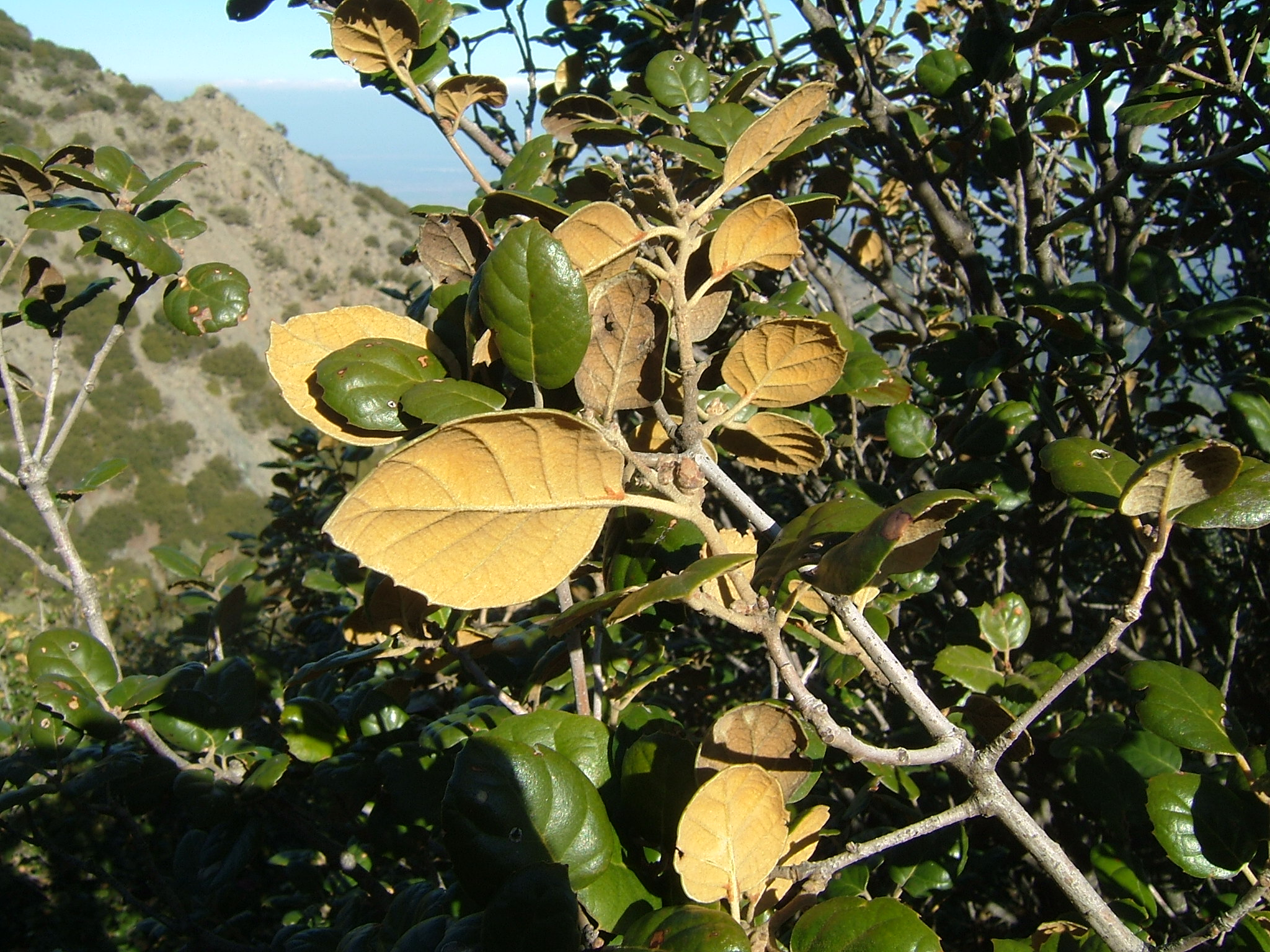
обидві поверхні листя